# Dipoena duodecimpunctata
Dipoena duodecimpunctata là một loài nhện trong họ Theridiidae.
Loài này thuộc chi Dipoena. Dipoena duodecimpunctata được Arthur Merton Chickering miêu tả năm 1943.